# Louise Attaque (album)
Albums de Louise Attaque
Comme on a dit
(2000)
Louise Attaque est le premier album du groupe de rock français éponyme sorti le 22 avril 1997.

## Historique
Sorti le 22 avril 1997 sur le label Atmosphériques par un groupe alors totalement inconnu, cet album, grâce entre autres à l'important succès d'une tournée nationale de deux ans, sera vendu à 2,8 millions d'exemplaires, réalisant l'une des plus belles ventes de l'histoire du disque et l'une des meilleures ventes d'un disque de rock français.
La pochette de l'album est dessinée par Robin Feix.

## Titres
Toutes les paroles sont écrites par Gaëtan Roussel, toute la musique est composée par Louise Attaque.
| No  | Titre                 | Durée |
| --- | --------------------- | ----- |
| 1.  | Amours                | 1:57  |
| 2.  | J't'emmène au vent    | 3:05  |
| 3.  | Ton invitation        | 2:40  |
| 4.  | La Brune              | 1:55  |
| 5.  | Les Nuits parisiennes | 2:33  |
| 6.  | L'Imposture           | 2:44  |
| 7.  | Savoir                | 1:46  |
| 8.  | Arrache-moi           | 2:02  |
| 9.  | Léa                   | 3:18  |
| 10. | Fatigante             | 2:52  |
| 11. | Tes yeux se moquent   | 3:10  |
| 12. | Vous avez l'heure     | 2:26  |
| 13. | Toute cette histoire  | 5:27  |
| 14. | Cracher nos souhaits  | 3:27  |

## Réception critique
Lors de sa parution, Marc Besse, dans le magazine Les Inrocks, émet un avis partagé sur des titres « convaincants dans ces moments forts, le chant et les textes s’épuisent pourtant sur une moitié d’album »
L'album est inclus dans l'ouvrage Philippe Manœuvre présente : Rock français, de Johnny à BB Brunes, 123 albums essentiels.

## Classements et certifications
| classements                  | Meilleure position |
| ---------------------------- | ------------------ |
| Belgique (Wallonie Ultratop) | 4                  |
| France (SNEP)                | 1                  |

| Région                                                                                                 | Certification | Ventes/Streams |
| --- | ------------- | -------------- |
| France (SNEP)                                                                                          | 2 × Or        | 200 000*       |
| *Ventes selon la certification ^Mise en rayon selon la certification xNon précisé par la certification |               |                |